# العلاقات الإندونيسية الغواتيمالية
العلاقات الإندونيسية الغواتيمالية هي العلاقات الثنائية التي تجمع بين إندونيسيا وغواتيمالا.

## مقارنة بين البلدين
هذه مقارنة عامة ومرجعية للدولتين:
| وجه المقارنة                                              | إندونيسيا         | غواتيمالا       |
| --------------------------------------------------------- | ----------------- | --------------- |
| المساحة (كم2)                                             | 1.90 مليون        | 108.89 ألف      |
| عدد السكان (نسمة)                                         | 263.99 مليون      | 17.26 مليون     |
| الكثافة السكانية (ن./كم²)                                 | 138.94            | 158.51          |
| العاصمة                                                   | جاكرتا            | غواتيمالا       |
| اللغة الرسمية                                             | اللغة الإندونيسية | اللغة الإسبانية |
| العملة                                                    | روبية إندونيسية   | كتزال غواتيمالي |
| الناتج المحلي الإجمالي (بليون دولار)                      | 1.02 تريليون      | 75.62 مليار     |
| الناتج المحلي الإجمالي (تعادل القوة الشرائية) بليون دولار | 2.85 تريليون      | 126.21 مليار    |
| الناتج المحلي الإجمالي الاسمي للفرد دولار أمريكي          | 3.35 ألف          | 3.90 ألف        |
| الناتج المحلي الإجمالي للفرد دولار أمريكي                 | 10.52 ألف         | 7.45 ألف        |
| مؤشر التنمية البشرية                                      | 0.684             | 0.627           |
| رمز المكالمات الدولي                                      | +62               | +502            |
| رمز الإنترنت                                              | .id               | .gt             |
| المنطقة الزمنية                                           |                   | 00              |

## منظمات دولية مشتركة
يشترك البلدان في عضوية مجموعة من المنظمات الدولية، منها:
| علم المنظمة | اسم المنظمة                               | تاريخ انضمام إندونيسيا | تاريخ انضمام غواتيمالا |
| ----------- | ----------------------------------------- | ---------------------- | ---------------------- |
|             | مؤسسة التنمية الدولية                     | 20 أغسطس 1968          | 27 أبريل 1961          |
|             | يونسكو                                    | 27 مايو 1950           | 2 يناير 1950           |
|             | وكالة ضمان الاستثمار متعدد الأطراف        | 12 أبريل 1988          | 11 يوليو 1996          |
|             | الأمم المتحدة                             | 28 سبتمبر 1950         | 21 نوفمبر 1945         |
|             | الاتحاد البريدي العالمي                   | ?                      | ?                      |
|             | البنك الدولي للإنشاء والتعمير             | 13 أبريل 1967          | 28 ديسمبر 1945         |
|             | المنظمة الهيدروغرافية الدولية             | ?                      | ?                      |
|             | الاتحاد الدولي للاتصالات                  | 1949                   | 10 يوليو 1914          |
|             | منظمة حظر الأسلحة الكيميائية              | ?                      | ?                      |
|             | مؤسسة التمويل الدولية                     | 23 أبريل 1968          | 20 يوليو 1956          |
|             | المركز الدولي لتسوية المنازعات الاستشارية | 28 أكتوبر 1968         | 20 فبراير 2003         |
|             | منظمة التجارة العالمية                    | ?                      | ?                      |
|             | منظمة الشرطة الجنائية الدولية             | 5 أكتوبر 1954          | ?                      |

## وصلات خارجية
- موقع وزارة الخارجية الإندونيسية
- موقع وزارة الخارجية الغواتيمالية